# Gisela Richter-Rostalski
Gisela Richter-Rostalski (* 16. Januar 1927; † 17. Dezember 2013) war eine deutsche Schriftstellerin, Hörspiel- und Drehbuchautorin.

## Leben
Gisela Richter-Rostalski war Hörspielautorin für Kinder/Jugendhörspiele beim Rundfunk der DDR ab 1965. In den 1970er und 1980er Jahren wurden eine Reihe ihrer Geschichten von der DEFA verfilmt, darunter Wir kaufen eine Feuerwehr, Nachhilfe für Vati und Ich liebe Victor. Bis 1989 war sie als Autorin tätig.

## Filmografie (Auswahl)
- 1961: Ein Sommertag macht keine Liebe (Schauspielerin)
- 1970: Wir kaufen eine Feuerwehr
- 1979: Zwillinge oder Nimm dir ein Beispiel an Evelin
- 1980: Friedhelms Geburtstag und andere Geschichten
- 1982: Konrads Erbtanten
- 1984: Nachhilfe für Vati
- 1984: Ich liebe Victor
- 1984–1987: Der Staatsanwalt hat das Wort (Fernsehserie, 3 Folgen)

## Hörspiele (Auswahl)
- 1965: Eine italienische Familie – Regie: Flora Hoffmann (Original-Hörspiel, Kinderhörspiel – Rundfunk der DDR)
- 1971: Unsere Klasse 4 b: Ein Luftballon fliegt nach Cybinka-Plizska – Regie: Maritta Hübner (Originalhörspiel, Kinderhörspiel -Rundfunk der DDR)
- 1971: Unsere Klasse 4b: Alte Bäume verpflanzt man nicht – Regie: Christa Kowalski (Originalhörspiel, Kinderhörspiel -Rundfunk der DDR)
- 1972: Unsere Klasse 4 b: Im ersten Akt der Oper –  Regie: Maritta Hübner (Originalhörspiel, Kinderhörspiel -Rundfunk der DDR)
- 1972: Unsere Klasse 4 b: Mein Vater, der Koch – Regie: Manfred Täubert (Originalhörspiel, Kinderhörspiel -Rundfunk der DDR)
- 1973: Denkt lieber an Ewald – Regie: Manfred Täubert (Originalhörspiel, Kinderhörspiel -Rundfunk der DDR)
- 1974: Ich gehe nach Hause – Regie: Maritta Hübner (Originalhörspiel, Kinderhörspiel -Rundfunk der DDR)
- 1974: Ein neues Kapitel Freundschaft: Wir wollen auch mal in der Zeitung stehen – Regie: Manfred Täubert (Originalhörspiel, Kinderhörspiel -Rundfunk der DDR)
- 1976: Der Bessere – Regie: Christa Kowalski (Originalhörspiel, Kinderhörspiel -Rundfunk der DDR)
- 1978: Zwillinge oder Nimm dir ein Beispiel an Evelin – Regie: Christa Kowalski (Originalhörspiel, Kinderhörspiel -Rundfunk der DDR)
- 1979: Neumann, zweimal klingeln: Der Zeuge – Regie: Gisela Richter-Rostalski (Originalhörspiel, Kurzhörspiel -Rundfunk der DDR)
- 1979: Ich liebe Igor – Regie: Christa Kowalski (Originalhörspiel, Kinderhörspiel -Rundfunk der DDR)
- 1980: Zwei Frauen und kein Mann – Regie: Fritz Göhler (Originalhörspiel – Rundfunk der DDR)
- 1980: Einmal Alltag hin und zurück – Regie: Christa Kowalski (Originalhörspiel, Kinderhörspiel -Rundfunk der DDR)
- 1981: Theodor – Regie: Fritz Göhler (Originalhörspiel, Kurzhörspiel -Rundfunk der DDR)
- 1981: Harry – Regie: Fritz Göhler (Originalhörspiel, Kurzhörspiel -Rundfunk der DDR)
- 1982: Markos Geldschein – Regie: Norbert Speer (Originalhörspiel, Kinderhörspiel -Rundfunk der DDR)
- 1985: Emilia – Regie: Norbert Speer (Originalhörspiel, Kinderhörspiel -Rundfunk der DDR)
- 1986: Crescendo, Pamela, crescendo – Regie: Manfred Täubert (Originalhörspiel, Kinderhörspiel -Rundfunk der DDR)
- 1987: Lolas Mann – Regie: Bert Bredemeyer (Originalhörspiel, Kurzhörspiel -Rundfunk der DDR)
- 1988: Waldstraße Nummer 7: Ehrgeizige Pläne – Regie: Detlef Kurzweg (Originalhörspiel, Kurzhörspiel -Rundfunk der DDR)
- 1989: Waldstraße Nummer 7: Angela – Regie: Edith Schorn (Originalhörspiel, Kurzhörspiel -Rundfunk der DDR)

## Bücher
- 1984: Ich liebe Victor
- 1989: Mörder – zwei Berichte